# Peter Brieger
Peter Brieger (* 30. Juni 1898 in Breslau; † 17. Oktober 1983 in Toronto) war ein Kunsthistoriker.

## Leben
Der Vater, Oskar Brieger, war HNO-Arzt in Breslau. Und er war Großvater des Historikers Fritz Stern. Peter Brieger wuchs in einer wohlhabenden kultivierten Familie auf, umgeben von Büchern und von Möbeln, die Hans Poelzig entworfen hatte. Er wurde von einer Erzieherin in Fremdsprachen unterrichtet. Im Sommerhaus der Familie im Riesengebirge hatte der Vater ein kleines Theater bauen lassen, in dem auch eigene Familienstücke aufgeführt wurden. In Breslau besuchte Brieger das Maria-Magdalenen-Gymnasium. Nach dem Abitur im Jahre 1916 folgte der Militärdienst im Ersten Weltkrieg bis 1918. Von 1919 bis 1924 studierte Brieger Kunstgeschichte, Geschichte, Germanistik und Archäologie an den Universitäten in Breslau und München. Seine Lehrer waren Dagobert Frey, Franz Landsberger, Wilhelm Pinder, Heinrich Wölfflin und der Kunsthistoriker August Grisebach (1881–1950), bei dem er 1924 in Breslau promovierte. 1921 bestand Brieger die Prüfung für das Lehramt an Höheren Schulen, 1922–1927 war er Hochschulassistent am Kunstgeschichtlichen Seminar der Universität Breslau und 1927–1928 erhielt er ein Forschungsstipendium für die Bibliotheca Hertziana in Rom. Seine Habilitationsschrift (1927) erschien 1930 in Berlin unter dem Titel Die deutsche Geschichtsmalerei des 19. Jahrhunderts. Peter Brieger heiratete 1931 Barbara Ritter. Der Ehe entstammten zwei Söhne, die in Kanada aufwuchsen, wo Brieger nach seiner Emigration seit 1936 lebte.

## Leistungen
Von 1927 bis 1933 war Peter Brieger Privatdozent an der Universität Breslau. Bis 1930 war er gleichzeitig Assistent bei Grisebach und anschließend bis 1933 bei Frey. Nach einigen Monaten in Paris im Jahre 1933 war er 1934 Mitarbeiter an einer Kartenserie für Archäologen und Kunsthistoriker am Courtauld Institute of Art in London, wo er auch Vorlesungen hielt. In Breslau wurde er 1934 wegen seiner jüdischen Herkunft als „Nichtarier“ entlassen und 1935 wurde ihm die venia legendi entzogen. Der Emigration nach England im Jahr 1936 folgte bald die Übersiedlung nach Kanada. Von 1936 bis 1969 war Peter Brieger Mitglied des neu gegründeten Department of Art der University of Toronto, wo er von 1936 bis 1947 als Dozent (Lecturer) und außerordentlicher Professor (Associate Professor) lehrte. Im Zweiten Weltkrieg wurde er zur Dechiffrierung deutscher Botschaften eingesetzt. Von 1947 bis 1969 war Brieger Professor und Chairman des Departments of Art an der Universität Toronto. Zwischenzeitlich war er Gastdozent am Institute for Advanced Study in Princeton und Professor am Pontifical Institute of Mediaeval Studies in Toronto. In Deutschland hatte ihm sein Doktorvater Grisebach schon 1933 in einem Gutachten bescheinigt, dass Brieger „dank seiner gediegenen wissenschaftlichen Vorbildung . . . eine ungewöhnlich fruchtbare Lehrtätigkeit ausgeübt“ habe. „An diesem Erfolg hat neben der verantwortungsbewussten Arbeitsweise die außerordentliche pädagogische Veranlagung Dr. Briegers sichtlichen Anteil“. Und in Kanada wurde Brieger gewürdigt als „a pioneer in Art History as an academic discipline in Canada“.

## Werke
- Art and the courts: France and England from 1259 to 1328, Coautor:  Philippe Verdier, Ottawa 1972
- Illuminated manuscripts of the Divine comedy, Princeton NJ  1969
- English art, 1216-1307, Gloucestershire 1957
- Art and man, Austin TX 1964
- The Trinity College Apocalypse : an introduction and description,  London 1967